# Emiliano Zapata, Hueypoxtla
Emiliano Zapata, även benämnd San José Bata, är en ort i Mexiko, tillhörande kommunen Hueypoxtla i norra delen av delstaten Mexiko. Orten hade 2 207 invånare vid folkräkningen 2010 och är kommunens sjätte största samhälle.